# Nîjci Lubeankî, Zbaraj
Nîjci Lubeankî (în ucraineană Нижчі Луб'янки) este o comună în raionul Zbaraj, regiunea Ternopil, Ucraina, formată numai din satul de reședință.

## Demografie
Componența lingvistică a comunei Nîjci Lubeankî
     Ucraineană (97,38%)
     Rusă (2,27%)
     Alte limbi (0,28%)
Conform recensământului din 2001, majoritatea populației comunei Nîjci Lubeankî era vorbitoare de ucraineană (97,38%), existând în minoritate și vorbitori de rusă (2,27%).